# Богенхаузен
Богенхаузен (нім. Bogenhausen) — адміністративний район столиці Баварії Мюнхена. Назва «Богенхаузен» носить також 13-й адміністративний округ Мюнхена, до складу якого крім району Богенхаузен входять ще сім адміністративних районів. Район Богенхаузен вважається престижним для проживання і відрізняється високими цінами на нерухомість.

## Історія

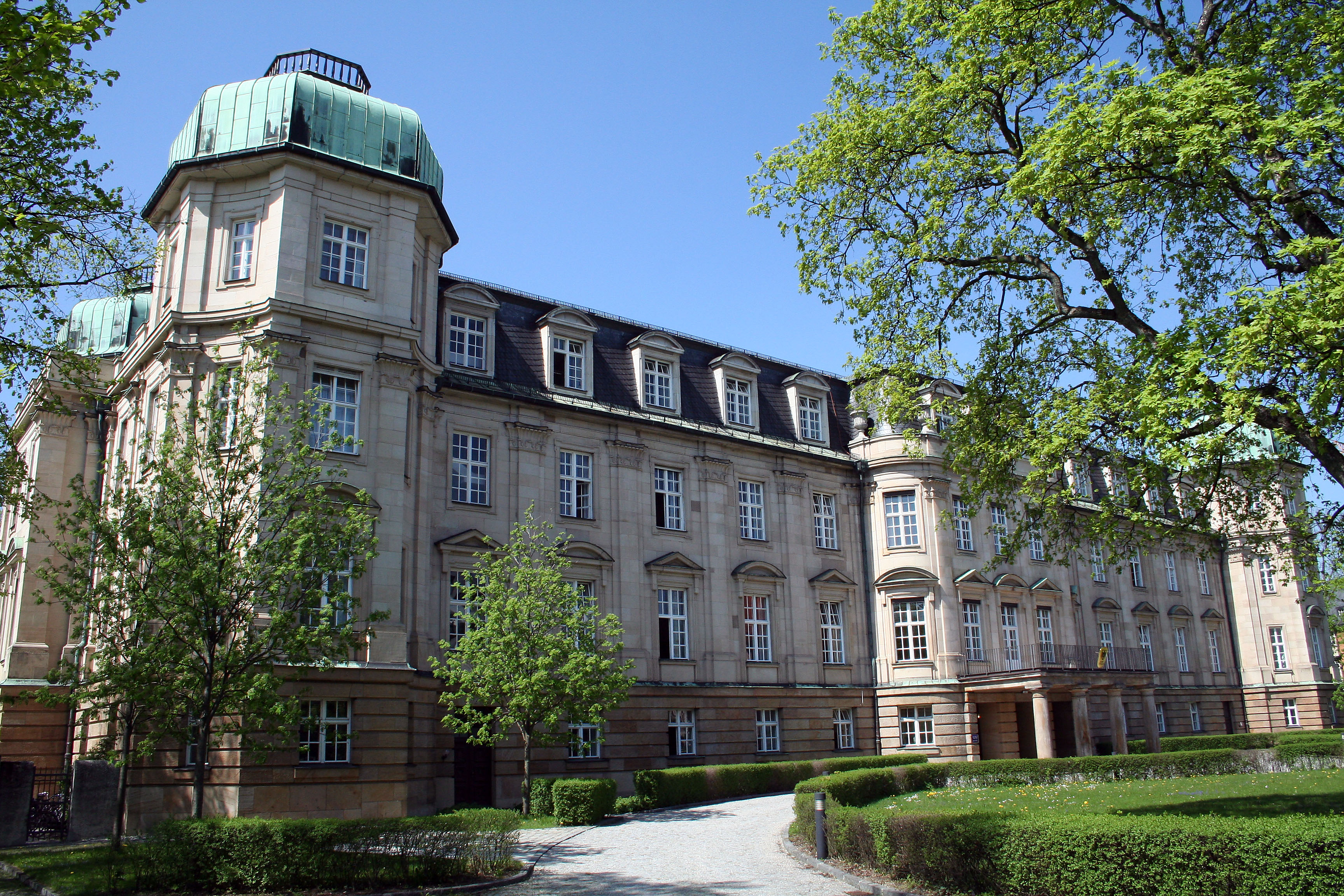
Будівля Федерального фінансового суду Німеччини в Богенхаузені

Перша згадка Богенхаузен як  Pupinhusir  («будинок / будинку Поапо / Поппо / Пубо») відноситься до 768 року. Тривалий час в Богенхаузені в своїх палацах проживала знать. Зокрема граф Максиміліан фон Монжела, при посередництві котрого, 25 серпня 1805 року в Богенхаузені Баварія і Франція уклали секретний Богенхаузенський договір, внаслідок чого з'явилося Баварське королівство. У 1818 році Богенхаузен отримав статус комуни, а через два роки там була зведена королівська обсерваторія (з 1938 року — Обсерваторія Мюнхенського університету).
При принці-регенті Луітпольді в забудованому фешенебельними віллами і купецькими будинками Богенхаузені була прокладена вулиця Прінцрегентенштрассе, що відповідала запитам багатої місцевої аристократії. На площі Прінцрегентенплац з'явився Театр принца-регента. 1 січня 1892 року Богенхаузен увійшов до складу Мюнхена. З 1918 року в Богенхаузені розміщувалася Імперська судова палата у фінансових справах, з 1950 року — Федеральний фінансовий суд Німеччини.